# Klaus Saul
Klaus Saul (* 1. Januar 1939 in Stade; † 16. Mai 2025 in Hamburg) war ein deutscher Historiker und Hochschullehrer.
Klaus Saul war der Sohn eines Einzelhändlers. Früh verlor er seinen Vater. Seine Mutter führte das Geschäft daraufhin fort. Er besuchte seit Ostern 1950 das Gymnasium und legte 1959 die Reifeprüfung ab. Saul studierte von 1959 bis 1964 Geschichte, Germanistik, Pädagogik und Philosophie an den Universitäten Göttingen, Bonn und Hamburg. Im Jahr 1964 bestand er das Staatsexamen für das Lehramt an Gymnasien. Anschließend war er wissenschaftlicher Assistent bei Egmont Zechlin (1964–1972) und Mitarbeiter (1967–1972) am Historischen Seminar der Universität Hamburg. Bei Zechlin und Günter Moltmann wurde er 1971 promoviert mit der summa cum laude beurteilten Arbeit Staat, Industrie, Arbeiterbewegung im Kaiserreich. Zur Innen- und Sozialpolitik des Wilhelminischen Deutschland 1903–1914. In Hamburg wurde er 1973 Wissenschaftlicher Rat und Professor. Von 1977 bis zu seiner Emeritierung 2004 lehrte er als Professor für Sozialgeschichte des 19. und 20. Jahrhunderts an der Carl von Ossietzky Universität Oldenburg. Dort war er auch in der akademischen Selbstverwaltung tätig und nahm das Amt des Dekans wahr. In Hamburg wurde er 1990 zum Honorarprofessor ernannt. Akademische Schüler Sauls waren Karl Christian Führer, Michael Grüttner, Karen Hagemann, Birthe Kundrus, Malte Thießen und Patrick Wagner.
Saul gehörte zu den Pionieren einer modernen Sozialgeschichte. Er forschte insbesondere zur Geschichte des Kaiserreichs und über das Verhältnis von Staat und Arbeiterschaft. Mit Jens Flemming und Peter-Christian Witt gab er Sammelbände zu Arbeiterfamilien im Kaiserreich und zum Familienleben in der Weimarer Republik heraus. Diese Beiträge lieferten wichtige Impulse sowohl für die sozial- als auch für die geschlechtergeschichtliche Forschung in diesem Themenfeld. Weitere Forschungsinteressen waren die Geschichte der Jugendpflege und der Lehrerbildung. Seine Arbeiten brachten wesentliche Beiträge zum Verständnis der Modernisierung in Deutschland im 19. und frühen 20. Jahrhundert. Saul veröffentlichte bedeutende Quelleneditionen zur Weimarer Republik, zu Arbeiterfamilien und zur Alltagsgeschichte im Kaiserreich.

## Schriften
Monografien
- Staat, Industrie, Arbeiterbewegung im Kaiserreich. Zur Innen- und Sozialpolitik des Wilhelminischen Deutschland 1903–1914 (= Studien zur modernen Geschichte. Band 16). Bertelsmann Universitäts-Verlag, Düsseldorf 1974, ISBN 3-571-05034-7.

Herausgeberschaften
- mit Jens Flemming, Dirk Stegmann, Peter-Christian Witt: Arbeiterfamilien im Kaiserreich. Materialien zur Sozialgeschichte in Deutschland 1871–1914 (= Athenäum/Droste Taschenbücher Geschichte. Band 7244). Athenäum, Königstein 1982, ISBN 3-7610-7244-9.
- mit Jens Flemming, Peter-Christian Witt: Familienleben im Schatten der Krise. Dokumente und Analysen zur Sozialgeschichte der Weimarer Republik 1918–1933 (= Droste-Taschenbücher Geschichte. Band 914). Droste, Düsseldorf 1988, ISBN 3-7700-0914-2.
- mit Ernst Hinrichs, Heinrich Schmidt: Zwischen ständischer Gesellschaft und „Volksgemeinschaft“. Beiträge zur norddeutschen Regionalgeschichte seit 1750. Vorträge eines Kolloquiums zu Ehren von Wolfgang Günther am 14. und 15. Februar 1991 (= Oldenburger Schriften zur Geschichtswissenschaft. Band 1). Bibliotheks- und Informationssystem der Universität, Oldenburg 1993, ISBN 3-8142-0450-6.
- mit Jens Flemming, Peter-Christian Witt: Quellen zur Alltagsgeschichte der Deutschen 1871–1914 (= Quellen zur Alltagsgeschichte der Deutschen vom Mittelalter bis heute. Band 7). Wissenschaftliche Buchgesellschaft, Darmstadt 1997, ISBN 3-534-11496-5, auch als: wbg Academic, Darmstadt 2019, ISBN 978-3-534-74461-9.
- mit Jens Flemming, Peter-Christian Witt: Lebenswelten im Ausnahmezustand. Die Deutschen, der Alltag und der Krieg, 1914–1918 (= Zivilisationen & Geschichte. Band 16). Peter Lang, Frankfurt am Main u. a. 2011, ISBN 978-3-631-63037-2.